# Такасима
Такасима (яп. 高島市 Такасима-си) — город в Японии, находящийся в префектуре Сига. Площадь города составляет 693,00 км², население — 50 475 человек (1 июля 2014), плотность населения — 72,84 чел./км².

## Географическое положение
Город расположен на острове Хонсю в префектуре Сига региона Кинки. С ним граничат города Оцу, Нагахама, Киото, Нантан, Обама, Цуруга и посёлки Вакаса, Михама, Ои.

## Население
Население города составляет 50 475 человек (1 июля 2014), а плотность — 72,84 чел./км². Изменение численности населения с 1980 по 2005 годы:
| 1980 | 50 926 чел. |  |
| 1985 | 52 020 чел. |  |
| 1990 | 52 032 чел. |  |
| 1995 | 54 369 чел. |  |
| 2000 | 55 451 чел. |  |
| 2005 | 53 950 чел. |  |